# Centres musicaux ruraux
 (février 2013).
Si vous disposez d'ouvrages ou d'articles de référence ou si vous connaissez des sites web de qualité traitant du thème abordé ici, merci de compléter l'article en donnant les références utiles à sa vérifiabilité et en les liant à la section « Notes et références ».
Pour les articles homonymes, voir CMR.
Les Centres musicaux ruraux, autrement appelés CMR, mènent un projet visant à rendre la musique accessible au plus grand nombre, quelles que soient les situations sociales, géographiques et culturelles des bénéficiaires. 

## Description
Fondé sur des valeurs et des pratiques d’éducation populaire, leur concept d’intervention musicale globale permet de couvrir tous les temps de la vie. Il se traduit par des activités allant de la petite enfance aux personnes âgées en passant par le temps scolaire, périscolaire, les milieux spécialisés et les pratiques musicales en amateur des adolescents et des adultes. Ses actions sont mises en place en partenariat avec des collectivités territoriales, le ministère de l’éducation nationale et des acteurs associatifs, éducatifs et culturels. Ils sont fédérés au sein de la Fédération nationale des CMR.

## Histoire
Sous l’impulsion du violoncelliste Jacques Serres et du compositeur Émile Damais, la fédération se développe rapidement, parrainée par des personnalités comme Arthur Honegger, Henri Sauguet, Georges Thill et Jean Guehenno.
Le 9 novembre 1948, les Centres Musicaux Ruraux de France sont déclarés au Journal officiel. En 1950, la fédération est agréée Jeunesse et éducation populaire par le Ministère de la Jeunesse et des Sports. En 1987, le premier Carrefour d'Animation et d'Expression Musicales (CAEM) est créé dans le Vaucluse.
En 1990, le premier Centre musique et découverte ouvre dans le Vercors, à Autrans (Isère) sous le nom Montagne et Musique en Vercors et en 1996, s'ouvre un Centre musique et découverte à Burlats (Tarn), Le Moulin des Sittelles, puis, en 1997, s'ouvre un Centre musique et découverte à Auzet (Alpes-de-Haute-Provence), La Fontaine de l'Ours.
En 2007, elle obtient l'agrément national d’association éducative complémentaire de l’Enseignement public.